# هرمان والنتین
هرمان والنتین (انگلیسی: Hermann Vallentin؛ ۲۴ مه ۱۸۷۲ – ۱۸ سپتامبر ۱۹۴۵) یک بازیگر سینما اهل آلمان بود.
از فیلم‌ها یا برنامه‌های تلویزیونی که وی در آن نقش داشته است می‌توان به تحقیرشده‌ترین مرد، قلعه اشباح، آسفالت، دارایی‌های دوک بزرگ، جاسوس، ویلیام تل، موش‌های صحرایی، تونل، مرد پولادین و پلنگ سیاه اشاره کرد.